# Chrypkowo
Chrypkowo, Chrybkowo (biał. Хрыпкава, Chrypkawa; ros. Хрипково, Chripkowo) – wieś na Białorusi, w obwodzie mińskim, w rejonie nieświeskim, w sielsowiecie Łań.

## Historia
W dwudziestoleciu międzywojennym okolica szlachecka leżąca w Polsce, w województwie nowogródzkim, w powiecie nieświeskim, w gminie Łań. W 1921 miejscowość liczyła 103 mieszkańców, zamieszkałych w 14 budynkach, w tym 61 Polaków i 42 Białorusinów. 56 mieszkańców było wyznania rzymskokatolickiego i 47 prawosławnego.
W II Rzeczypospolitej na terenie Chrypkowa powstał folwark Aleksandrowo (obecnie część wsi) oraz osiedle wojskowe Chrypkowo (współcześnie nieistniejące).
Po II wojnie światowej w granicach Związku Sowieckiego. Od 1991 w niepodległej Białorusi.

## Ludzie związani z miejscowością
- Witold Zgirski (ur. w 1902 w Chrypkowie) – oficer Służby Więziennej, naczelnik więzień w Wilnie i w Prużanie; ofiara zbrodni katyńskiej